# Saint-Front (Charente)
Saint-Front ist eine französische Gemeinde mit 358 Einwohnern (Stand 1. Januar 2022) im Département Charente in der Region Nouvelle-Aquitaine (vor 2016 Poitou-Charentes); sie gehört zum Arrondissement Confolens und zum Kanton Boixe-et-Manslois. Die Einwohner werden Saint-Frontois genannt.

## Geographie
Saint-Front liegt etwa 29 Kilometer nordnordöstlich von Angoulême an der Bonnieure. Umgeben wird Saint-Front von den Nachbargemeinden Couture im Norden, Ventouse im Nordosten, Valence im Osten, Val-de-Bonnieure im Süden, Saint-Ciers-sur-Bonnieure im Südwesten, Mouton im Westen sowie Aunac-sur-Charente im Nordwesten.

## Bevölkerungsentwicklung
| 1962                       | 1968 | 1975 | 1982 | 1990 | 1999 | 2006 | 2019 |
| -------------------------- | ---- | ---- | ---- | ---- | ---- | ---- | ---- |
| 390                        | 408  | 378  | 372  | 301  | 315  | 322  | 366  |
| Quellen: Cassini und INSEE |      |      |      |      |      |      |      |

## Sehenswürdigkeiten

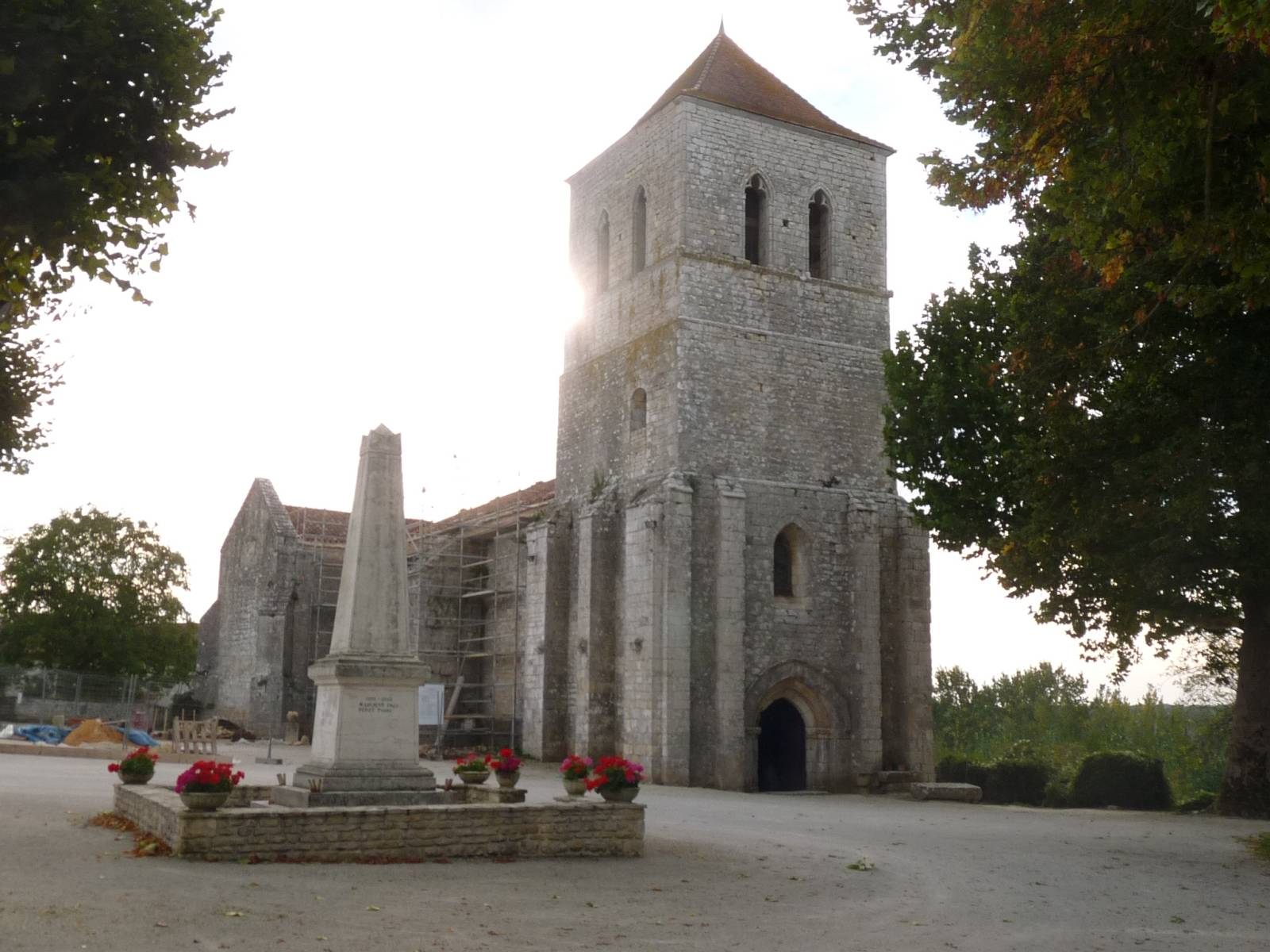
Kirche Saint-Front

- Kirche Saint-Front aus dem 12./13. Jahrhundert, seit 1956 Monument historique

## Persönlichkeiten
- Henri-Théophile Bouillon (1864–1934), Bildhauer